# Tempio d'Oro
Il tempio d'Oro è un tempio Sikh situato nella località di Amritsar, in Panjab Centrale. È considerato dai Sikh il tempio più sacro della loro religione, oltre ad essere divenuto attualmente un'attrazione turistica di livello mondiale.
A differenza della Mecca, sono benvenuti nel tempio praticanti di tutte le religioni e fedi, i quali possono accedere al santuario attraverso quattro porte situate verso Nord, Sud, Est, Ovest. In Amritsar viene offerto da mangiare gratuitamente a oltre un milione di persone al giorno.

## Etimologia

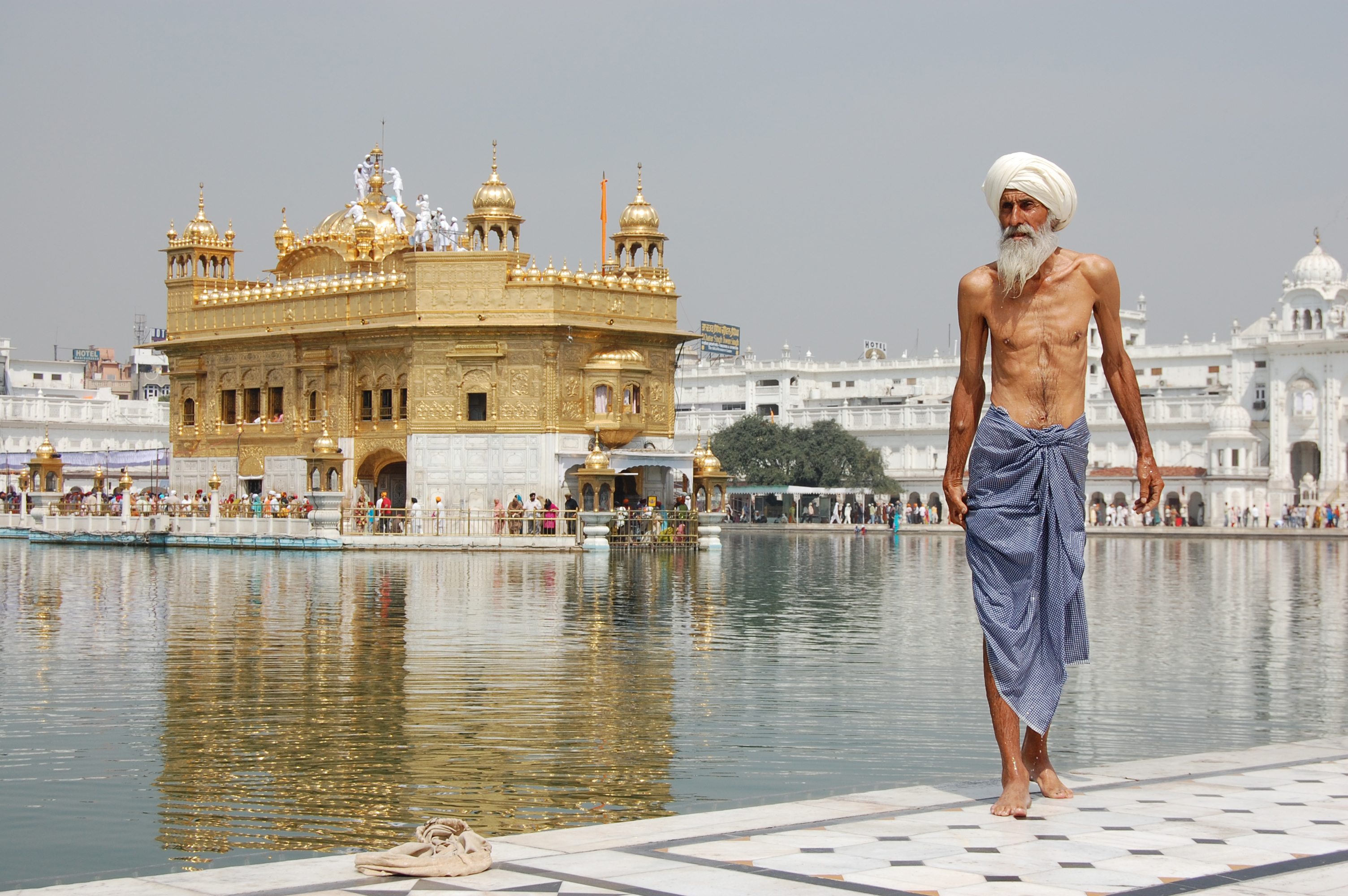
Pellegrino Sikh al Tempio d'Oro (Harmandir Sahib) di Amritsar, India. L'uomo ha appena terminato un bagno rituale.

Il tempio è maggiormente conosciuto nel mondo occidentale come il "tempio d'Oro", sebbene sia possibile trovarlo tradotto come il "tempio d'Oro di Amritsar". Tuttavia, il suo vero nome è quello di Harmandir Sahib, (punjabi: ਹਰਿਮੰਦਰ ਸਾਹਿਬ o ਹਰਿਮੰਦਿਰ ਸਾਹਿਬ) >, o anche Darbar Sahib, Hari Mandir, Harmandar tra le altre varianti, che significa letteralmente "tempio di Dio", essendo appunto composto dalle parole Hari, "Dio", e Mandir, "Tempio".

## Storia
Il quarto Guru del Sikhismo, Guru Ram Das (1534-1581), scavò una cisterna che in seguito divenne nota come amritsar (letteralmente: "laghetto del nettare dell'immortalità") e diede il nome alla città che si sviluppò intorno ad essa. A tempo debito, uno splendido edificio Sikh, Harmandir Sahib (che come già detto significa letteralmente "tempio di Dio"), sorse al centro di questa cisterna e divenne il centro supremo del Sikhismo. Il suo sancta sanctorum giunse ad ospitare le composizioni Adi granth confinanti dei Guru sikh e di altri santi che si considera abbiano valori e filosofie sikh, ad es. Baba Farid, Kabir, ecc. La compilazione dell'Adi granth fu iniziata dal quinto Guru del Sikhismo, Guru Arjun Dev (1581-1606). Il tempio d'Oro sikh fu completato interamente verso l'epoca del sesto Guru del Sikhismo, Guru Hargobind.

### L'area di Amritsar
Amritsar è situata nella regione di Majha del Punjab. Majha è nota anche come il Bari Doab, dal momento che è il Doab (da do = "due" e ab = "acque" o "fiumi") cioè il tratto (fluviale) di terra che si trova tra due dei cinque grandi fiumi della provincia, il Ravi e il Beas. Come tale, Majha si trova nel cuore dell'antica regione del Punjab storico (di cui l'odierno Stato omonimo è solo una parte). Oltre ad Amritsar, essa comprende Gurdaspur, Batala e Tarn Taran Sahib.

### Costruzione di Harmandir Sahib
Originariamente, durante il 1574, il sito del tempio era circondato da un piccolo lago, in una fitta foresta. Il terzo dei sei Grandi Mogol, l'imperatore Akbar, che visitò il terzo Guru sikh, Guru Amar Das, presso la vicina città di Goindval, fu così impressionato dallo stile di vita della città che assegnò un jagor (la terra e la riscossione delle imposte di parecchi villaggi dei dintorni) alla figlia del Guru, Bhani, come dono per il suo matrimonio con Bhai Jetha, che in seguito divenne il quarto Guru sikh, Guru Ram Das. Quest'ultimo ampliò il lago e vi costruì intorno una piccola città, che in seguito fu chiamata, dal nome del Guru Ram Das, "Guru Ka Chak", "Chak Ram Das" o "Ram Das Pura". 
Fu durante la guida del quinto Guru, Guru Arjan Dev (1581-1606), che fu costruito il tempio completo. Nel dicembre 1588, il grande Sufi di Lahore, Hazrat Mian Mir, che era amico di Guru Arjan Dev Ji, iniziò la costruzione dell'edificio ponendo la prima pietra delle fondamenta. Secondo la tradizione, un muratore raddrizzò quella pietra, ma Guru Ram Das gli disse che, avendo egli disfatto l'opera appena compiuta da un uomo così santo, disastri si sarebbero potuti abbattere sul Tempio. Il tempio fu completato nel 1601. Attaccato in seguito dagli Afghani sotto Ahmed Shah Abdali, dovette essere sostanzialmente ricostruito negli anni 1760. Fu ancora seriamente danneggiato nel 1984, durante i violenti scontri tra i separatisti sikh guidati da Santo Jarnail Singh Bhindranwale, che vivevano nel tempio, e l'Esercito indiano, che li aveva attaccati con la cosiddetta Operazione Blue Star (v. più avanti l'apposita sezione).

### Il Complesso di Harmandir Sahib e le aree nelle vicinanze

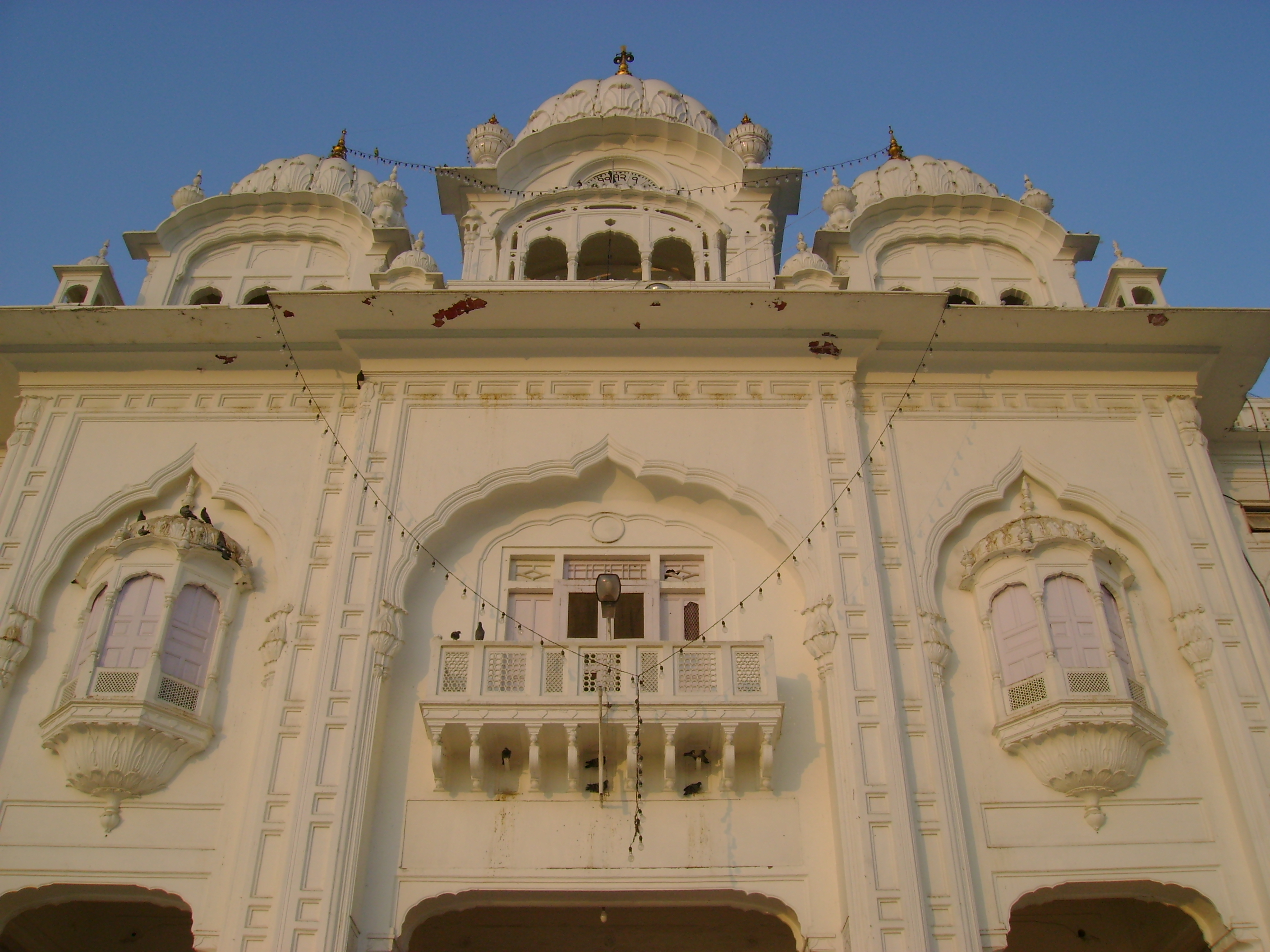
Interno dell'entrata al Complesso del Tempio d'Oro

Il tempio è circondato da un piccolo lago d'acqua, noto come il Sarovar, che consiste di Amrit ("Acqua Santa"). Ci sono quattro entrate al tempio, che simboleggiano l'importanza dell'accettazione e dell'apertura; apparentemente, questo concetto è una reminiscenza della tenda di Abramo nel Vecchio Testamento: la sua tenda era aperta su tutti e quattro i lati, al fine di poter accogliere i viaggiatori da tutte le direzioni. Chiunque voglia entrare nell'Harmandir Sahib può farlo, indipendentemente dalla religione, dal colore, dal credo o dal sesso. Le uniche restrizioni sono che la persona non deve bere alcol, mangiare carne, fumare sigarette o altre droghe mentre si trova nel santuario. Tutti i templi sikh (Gurdwara) nel mondo seguono questa regola tradizionale, secondo la quale ognuno è libero di entrare. Quando entrano nei locali di Harmandir Sahib tutti devono coprirsi la testa in segno di rispetto (e a tal fine all'ingresso sono disponibili scialli per i visitatori), togliere scarpe e calze e lavarsi i piedi nel piccolo lago d'acqua.

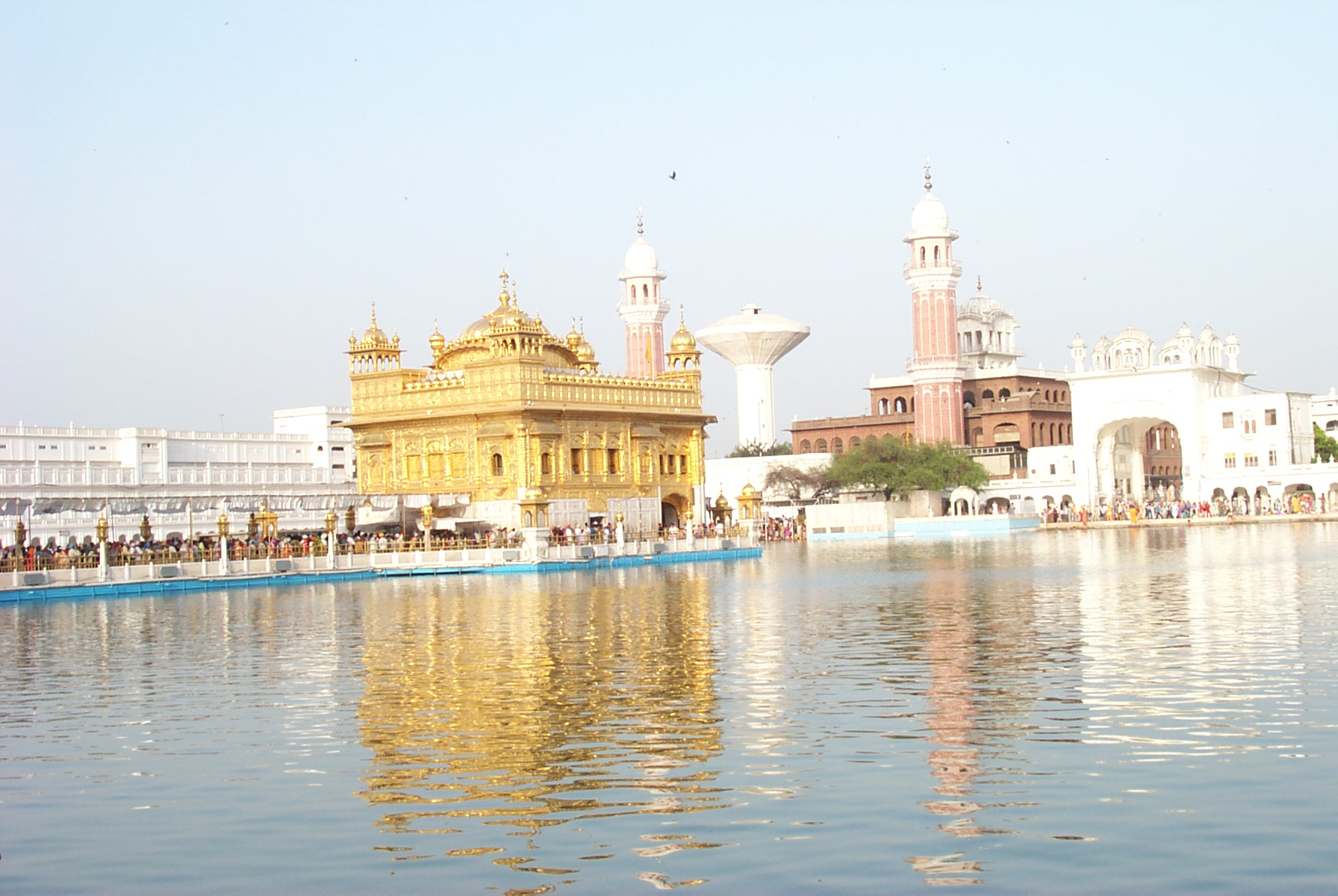
Complesso di Harmandir Sahib

Nel 1988, dopo l'Operazione Black Thunder, una stretta striscia periferica di terra (inclusi gli edifici) fu acquistata dal Governo, essenzialmente per creare una cintura di sicurezza. Nel processo un gran numero di persone fu trasferito e reinsediato. Tuttavia, il progetto incontrò una forte resistenza da parte delle organizzazioni sikh, sia moderate sia militanti, e dovette essere abbandonato dopo che un alto ingegnere del Governo, collegato al progetto, era stato ucciso. Il progetto fu riesumato solo nel 1993 dal Vice Commissario Karan Bir Singh Sidhu, che fu altresì nominato Direttore di quello che veniva popolarmente chiamato Progetto Galliara. Il Vice Commissario cambiò il concetto della zona periferica da quello di cintura di sicurezza a quello di un secondo parikarma, creando un paesaggio sereno pienamente coerente con l'eterea bellezza del Tempio d'Oro. Questo fu fatto in tranquilla consultazione con lo Shiromani Gurdwara Prabandhak Committee (SGPC), l'organizzazione responsabile della custodia dei templi sikh in India. Grazie a queste modifiche, oggi i pellegrini possono spostarsi a piedi nella Galliara; non sono permessi veicoli.

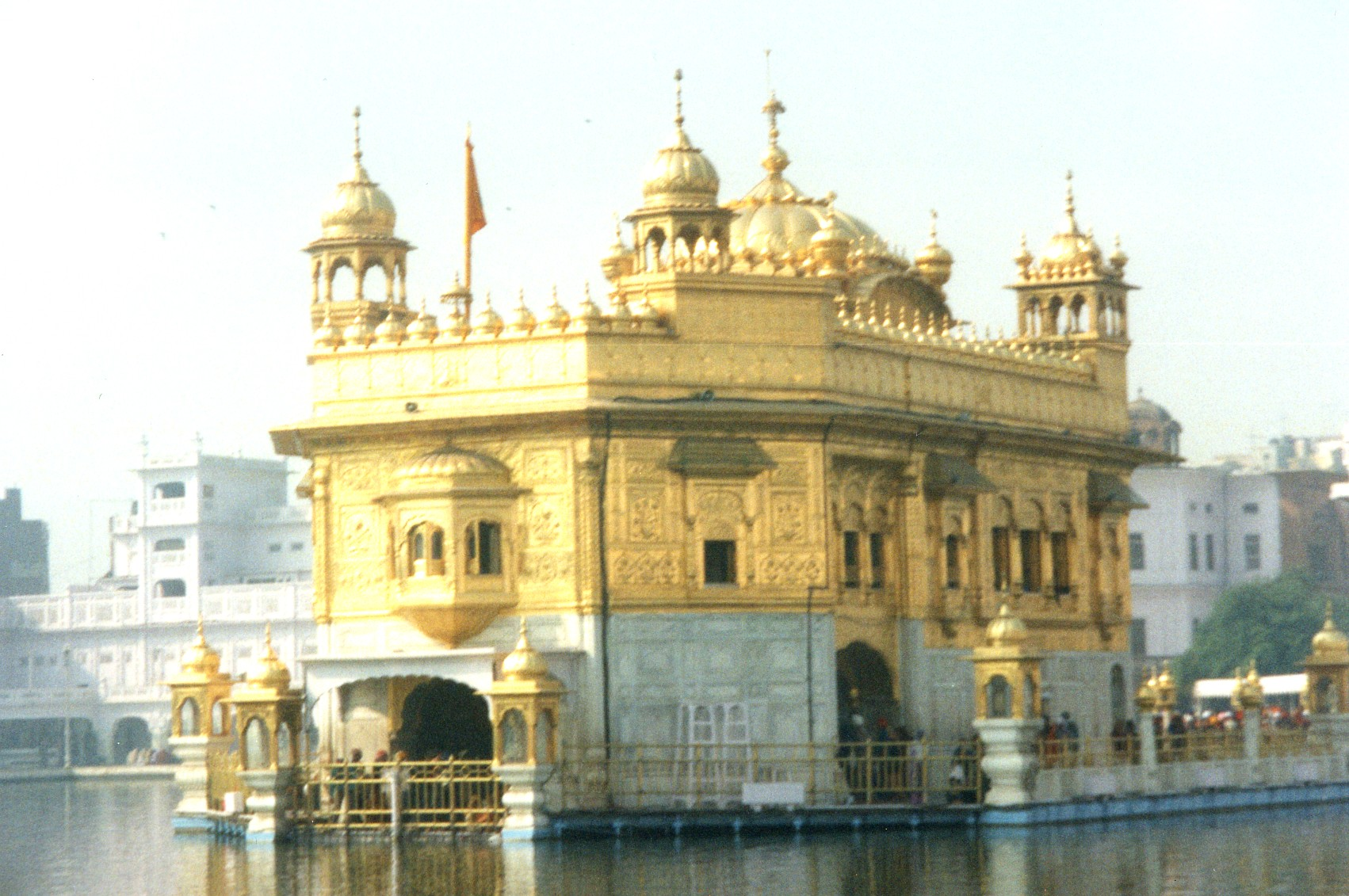
Harmandir Sahib

## Arte e sculture monumentali
Gran parte delle attuali dorature e opere in marmo decorative risalgono ai primi anni 1800. Tutte le opere in oro e quelle in marmo di squisita fattura furono realizzate sotto il patrocinio dell'Imperatore Ranjit Singh, Maharaja dell'Impero Sikh del Punjab. 
Lo Sher-e-Punjab ("Leone del Panjab") fu un importante donatore di ricchezze e materiali per il santuario ed è ricordato con grande affetto dal popolo panjabi in generale e dalla comunità sikh in particolare. Il Maharaja Ranjit Singh costruì anche due degli altri più sacri templi del Sikhismo. Ciò era dovuto al fatto che il Maharaja Ranjit Singh aveva un profondo amore per il decimo Guru del Sikhismo Guru Gobind Singh. Gli altri due templi più sacri del Sikhismo, da lui costruiti, sono Takht Sri Patna Sahib (luogo di iniziazione o di nascita di Guru Gobind Singh) e Takht Sri Hazur Sahib (luogo dell'ascensione al cielo di Guru Gobind Singh secondo la tradizione sikh).

## Le parti del Tempio d'oro
La porta d'entrata è chiamata Darshani Deorbi. Nella parte superiore c'è un tesoro composto da quattro serie di porte d'oro, baldacchini tempestati di gioielli e spade d'oro che furono usate per scavare il lago ai tempi della fondazione. Al di là delle due torri di guardia c'è il luogo del Langar.
Il sacro Harimandir, il Tempio, custodisce il Guru Granth Sahib, il libro sacro dei sikh, che viene insediato qui, ogni giorno alle 5 del mattino. A differenza dell'unica entrata dei templi indù e delle moschee musulmane, qui ci sono quattro entrate, a significare l'apertura alla gente di ogni classe sociale. Si dice che sia stato costruito sul luogo dove il Guru Nanak era solito meditare.
Il corridoio di marmo lungo 60 metri unisce il parikrama (il marciapiede che circonda il lago) con il tempio è sempre pieno di pellegrini che si dirigono verso il santuario centrale. Da qui si può sentire il suono del kirtan, il canto degli inni. La liturgia quotidiana del tempio inizia alle quattro del mattino e prosegue fino a mezzanotte. 
L' "Akal Takht", la dimora del libro, custodisce durante la notte il Guru Granth Sahib, il libro sacro che può essere consultato solo di giorno nel tempio principale. Originariamente costruito dal Guru Hargobind, il sesto Guru, e ricostruito nel 1984, custodia un tempo le armi e le reliquie degli ultimi cinque Guru. Viene usato come centro di conferenze per tematiche d'importanza religiosa e politica.
Il "Lago dell'immortalità" sta davanti al complesso templare. Un racconto popolare narra come furono scoperte le cinque proprietà che danno la vita al lago dell'immortalità. Dopo essere stato portato da sua moglie in tutti i centri di pellegrinaggio, uno storpio lebbroso arrivò al lago di Amristar. Notò che i corvi neri che si immergevano nel lago ne uscivano come bianche colombe. Allora strisciò fino a gettarsi nel lago. Ne uscì guarito. Accanto al lago vi sono ancora le assi servite al malato per strisciare nell'acqua.:

## Eventi recenti
Il 6 luglio 2005 l'SGPC decise di installare telecamere a circuito chiuso intorno al Complesso di Harmandir Sahib e da allora ha aumentato ulteriormente le misure di sicurezza a causa di altri attacchi avvenuti in India contro aree religiose.

## Operazione Blue Star
Fra il 3 e il 6 giugno 1984, l'Esercito indiano guidato dal Generale Kuldip Singh Brar condusse truppe nel Tempio d'Oro per arrestare un militante separatista chiamato Jarnail Singh Bhindranwale, che tentava di costituire uno Stato sikh indipendente nella provincia del Panjab (il cosiddetto Khalistan). Con alcuni seguaci, si rifugiò nel Tempio d'Oro e resistette alla polizia che tentava di arrestarlo con l'accusa di atti di terrorismo. Infine il Primo ministro Indira Gandhi e il Presidente Zail Singh ordinarono all'esercito il sanguinoso assalto (Operazione Stella Blu) al tempio che portò alla morte di almeno 1400 civili e 90 militari oltre che a ingenti distruzioni del complesso sacro.
Molti sikh considerarono l'attacco come una profanazione del loro santuario più sacro, e la loro rabbia ebbe profonde e drammatiche conseguenze: il 31 ottobre 1984, Indira Gandhi fu assassinata da due delle sue guardie del corpo sikh, Beant Singh e Satwant Singh. Anche il capo dell'Esercito indiano, Generale Arun Shridhar Vaidya, fu assassinato nel 1986. L'assassinio della signora Gandhi diede origine a sommosse anti-sikh su scala nazionale, in cui si stima che siano stati uccisi fino a 10.000 sikh.
Nel 1986 i restauri eseguiti sull'Akal Takhat, che il Governo indiano aveva intrapreso senza consultare gli interessati, furono rimossi. Un nuovo Akal Takht fu completato nel 1999 da Kar Seva.

## Al cinema e in televisione

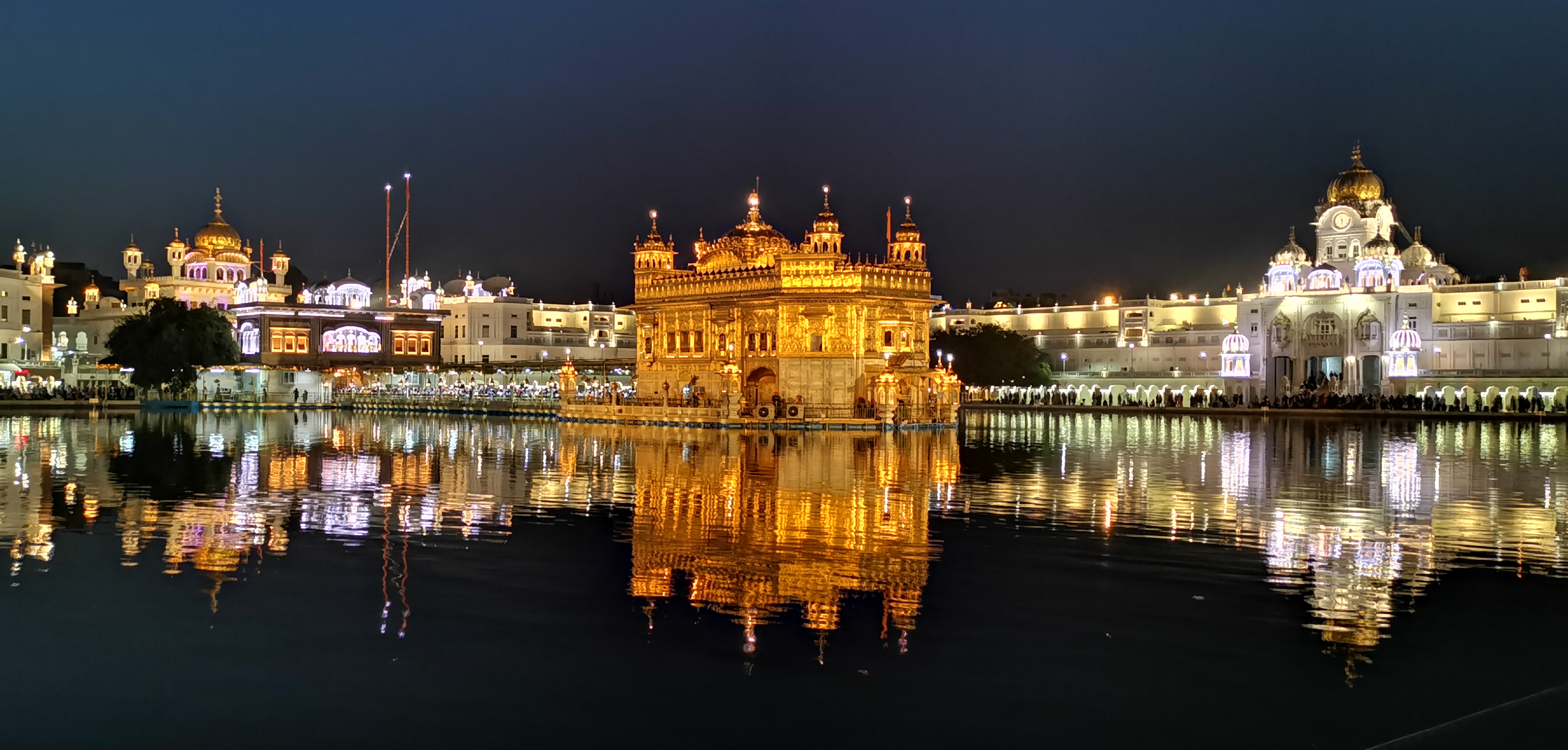
Harmandir Sahib di notte

- Il Tempio è una delle ambientazioni del film Gandhi (1982).
- Il Tempio è una delle ambientazioni del film Matrimoni e pregiudizi (2004).
- Il Tempio compare anche nella popolare serie indiana (hindi) Jassi Jaissi Koi Nahin (2005).
- Il Tempio è anche uno dei luoghi visitati da Michael Palin della BBC per il documentario Himalaya (2004).
- Il Tempio è una scena saliente di molti film di Bollywood come Rang De Basanti (2006) e Sposerò mia moglie (2007).
- Il Tempio è una delle ambientazioni del film "Rab ne bana di Jodi" (2008)
- Il Tempio è una delle ambientazioni del film "Rabb da Radio"

## Visitatori importanti
- La Regina Elisabetta II e il Principe Filippo del Regno Unito, 14 ottobre 1997
- Il ministro degli Esteri canadese John Manley, gennaio 2002
- L'ex Primo ministro del Canada Jean Chrétien, ottobre 2003
- Il presentatore e attore televisivo Michael Palin, 2004
- Il Presidente indiano A.P.J. Abdul Kalam, agosto 2004
- Il Primo ministro indiano Manmohan Singh, settembre 2004
- Il Segretario agli Esteri britannico Jack Straw, febbraio 2005

## Celebrazioni ad Harmandir Sahib
Una delle più importanti festività è Vaisakhi, che è celebrata nella seconda settimana di aprile (solitamente il 13). In tale giorno i sikh festeggiano la fondazione del Khalsa, che è celebrata con fervore ad Harmandir Sahib. Altre importanti feste religiose sikh, come il giorno del martirio di Guru Teg Bahadur, il compleanno di Guru Nanak ecc., sono celebrate con altrettanta partecipazione religiosa. Similmente Diwali è una delle festività che vedono Harmandir Sahib magnificamente illuminata con divas o diyas (lampade) e fuochi d'artificio. Ci sono almeno 1-2 milioni di pellegrini che visitano il sacro santuario durante questi giorni speciali.
Come già accennato all'inizio, la maggior parte del popolo sikh visita Harmandir Sahib almeno una volta nella vita, in particolare durante occasioni speciali della propria vita. A differenza della Mecca, nella religione Sikh son tutti i benvenuti, infatti le 4 entrate situate a Nord-Sud ed Est-Ovest del Tempio d'oro rappresentano l'apertura verso tutti i lati, indipendentemente dalla loro religione, sesso, età e nazionalità.

## Galleria d'immagini

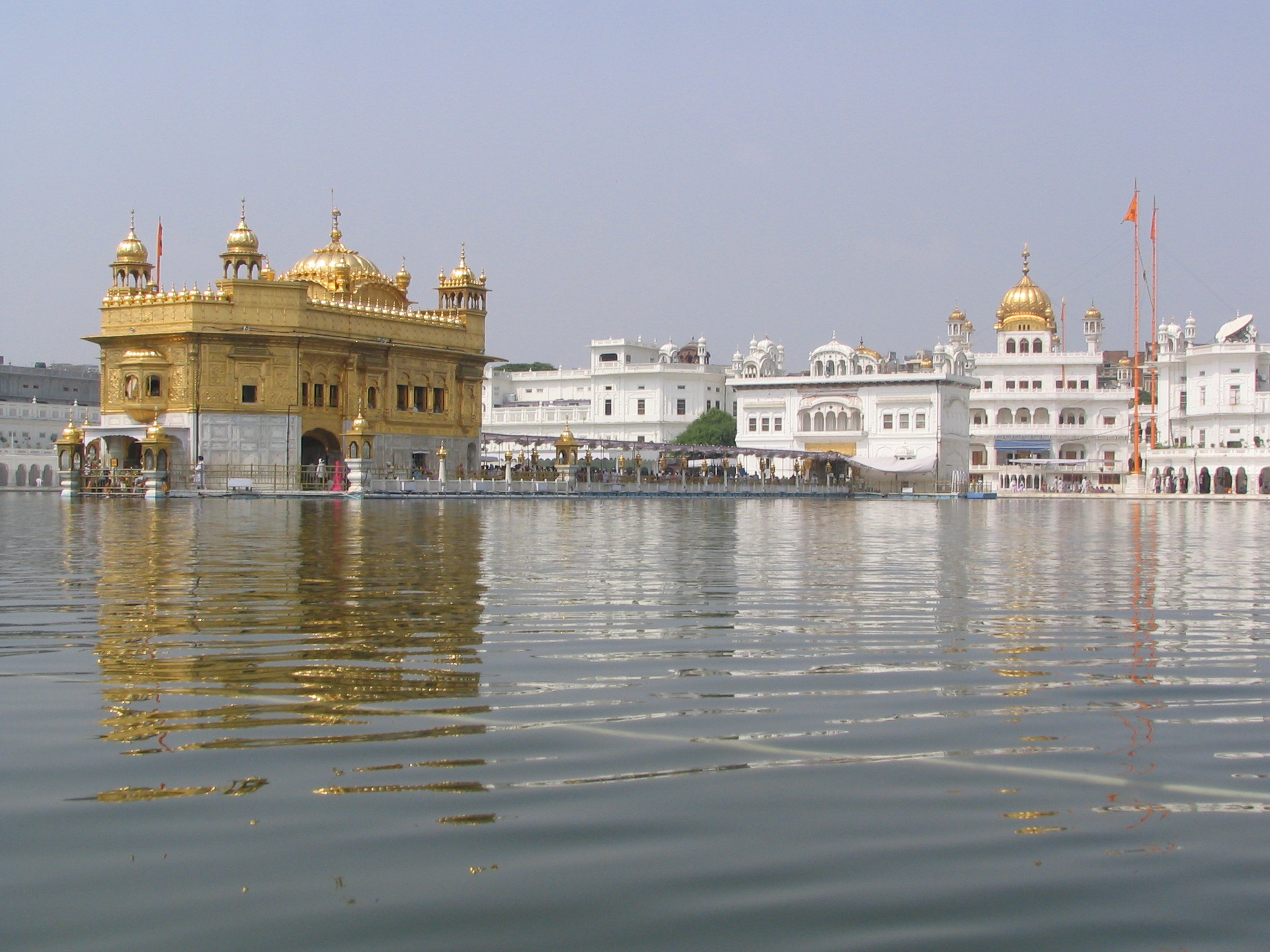
Edificio principale del Tempio d'Oro con Akal Takht Sahib.
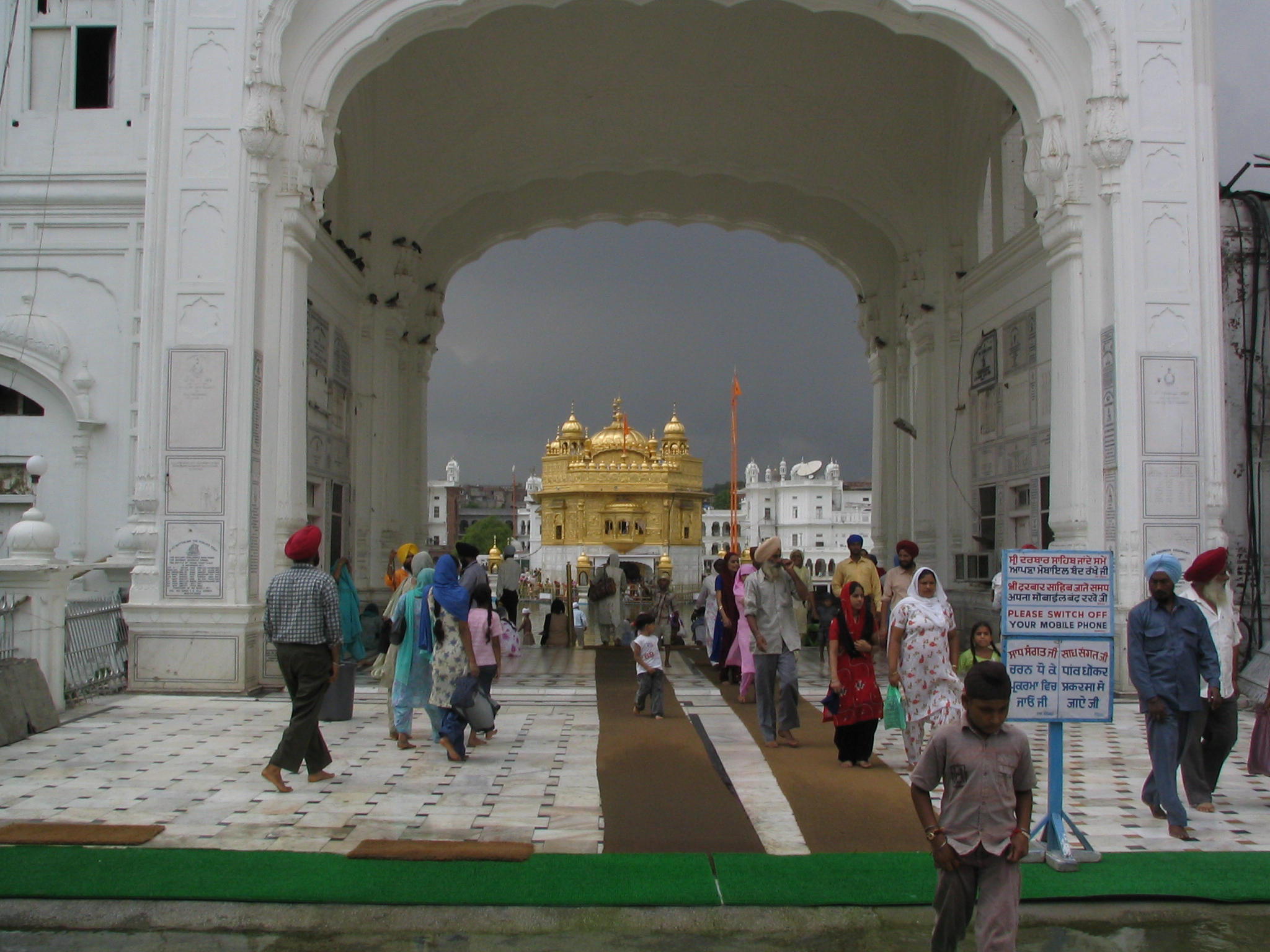
Tempio d'Oro dal portone di ingresso ovest verso il parikarma.
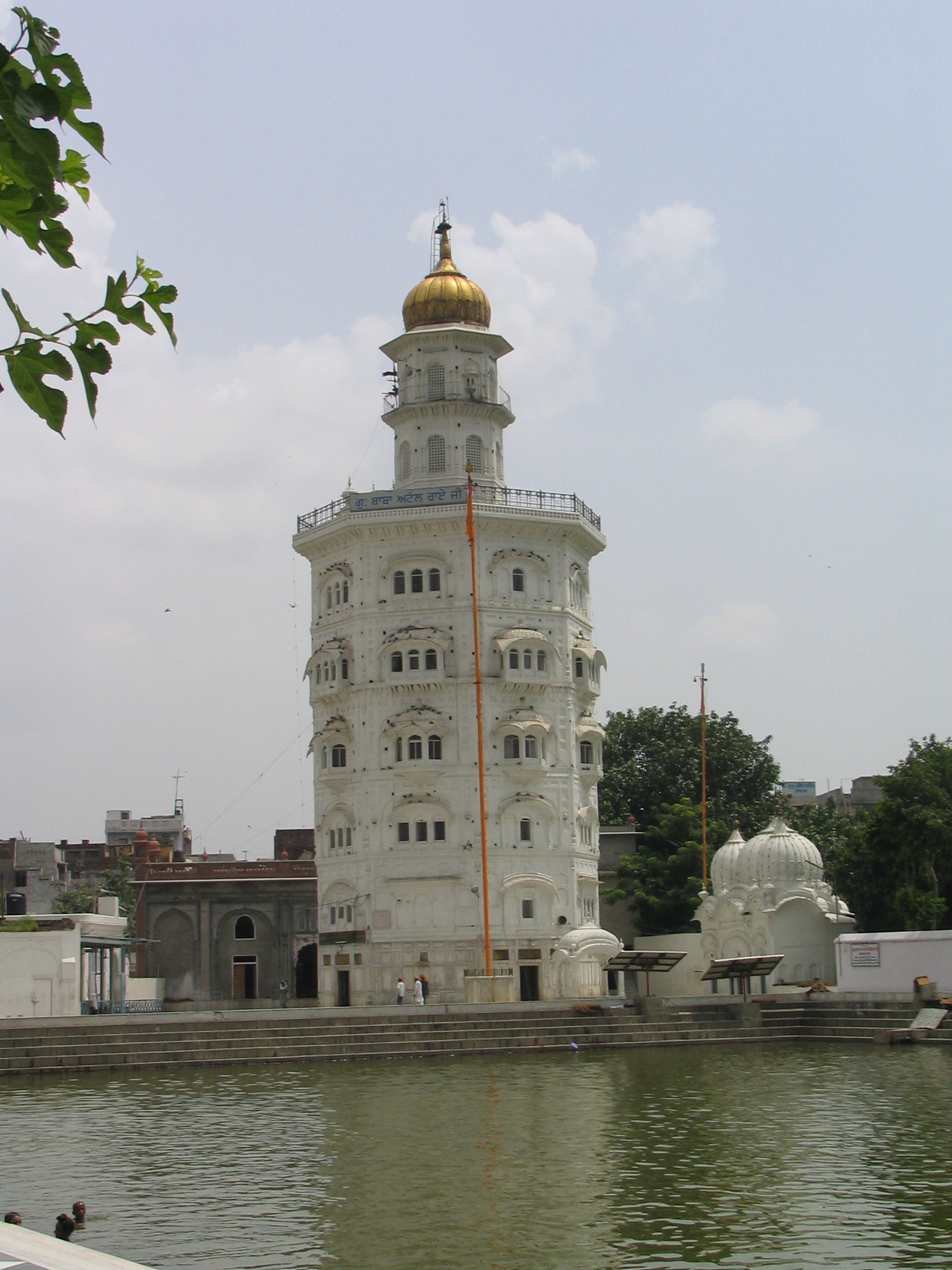
Gurdwara Baba Atal, complesso del Tempio d'Oro, Amritsar.
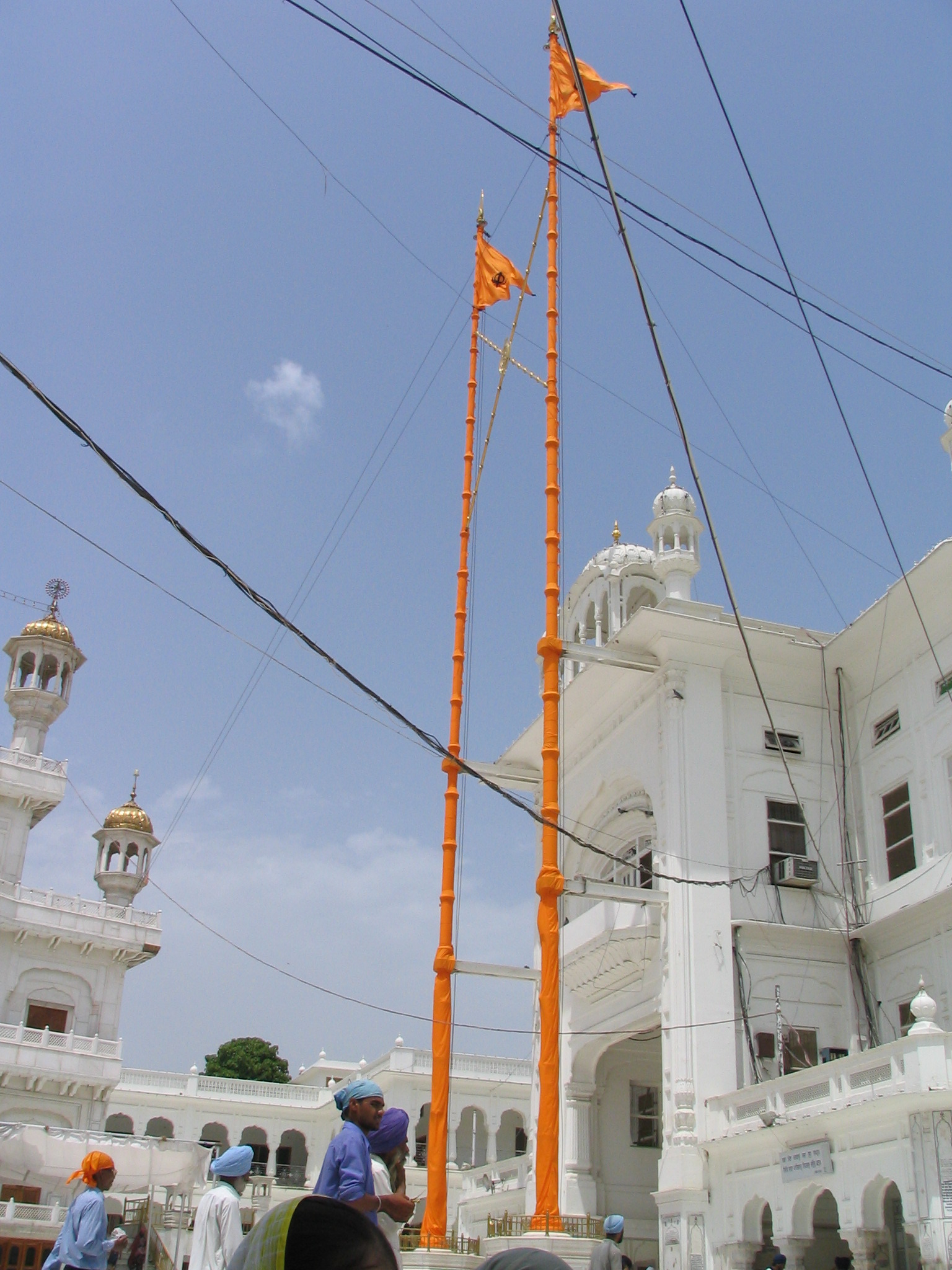
Nishan Sahib al complesso del Tempio d'Oro.
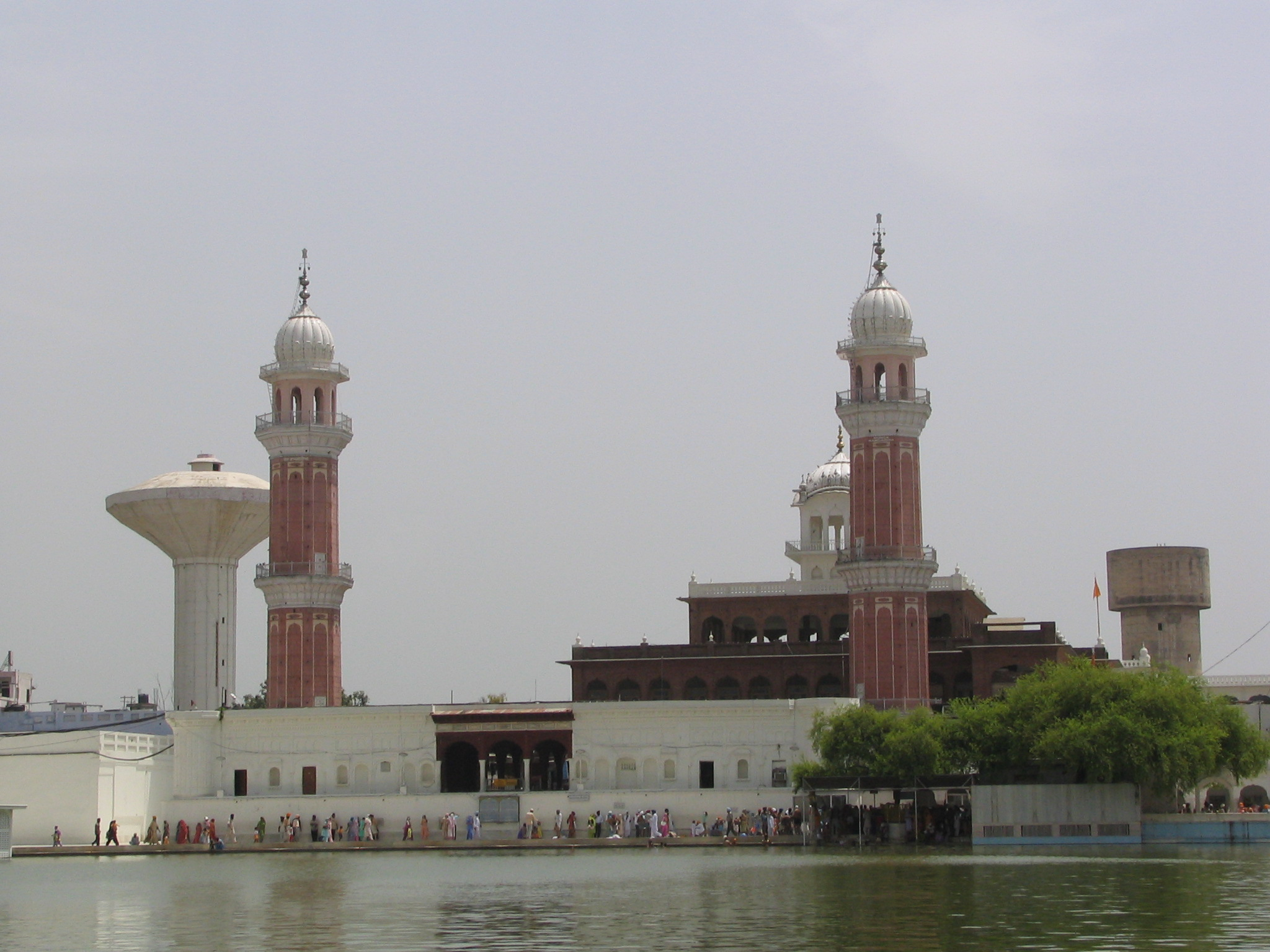
Complesso di Bunga al Tempio d'Oro.
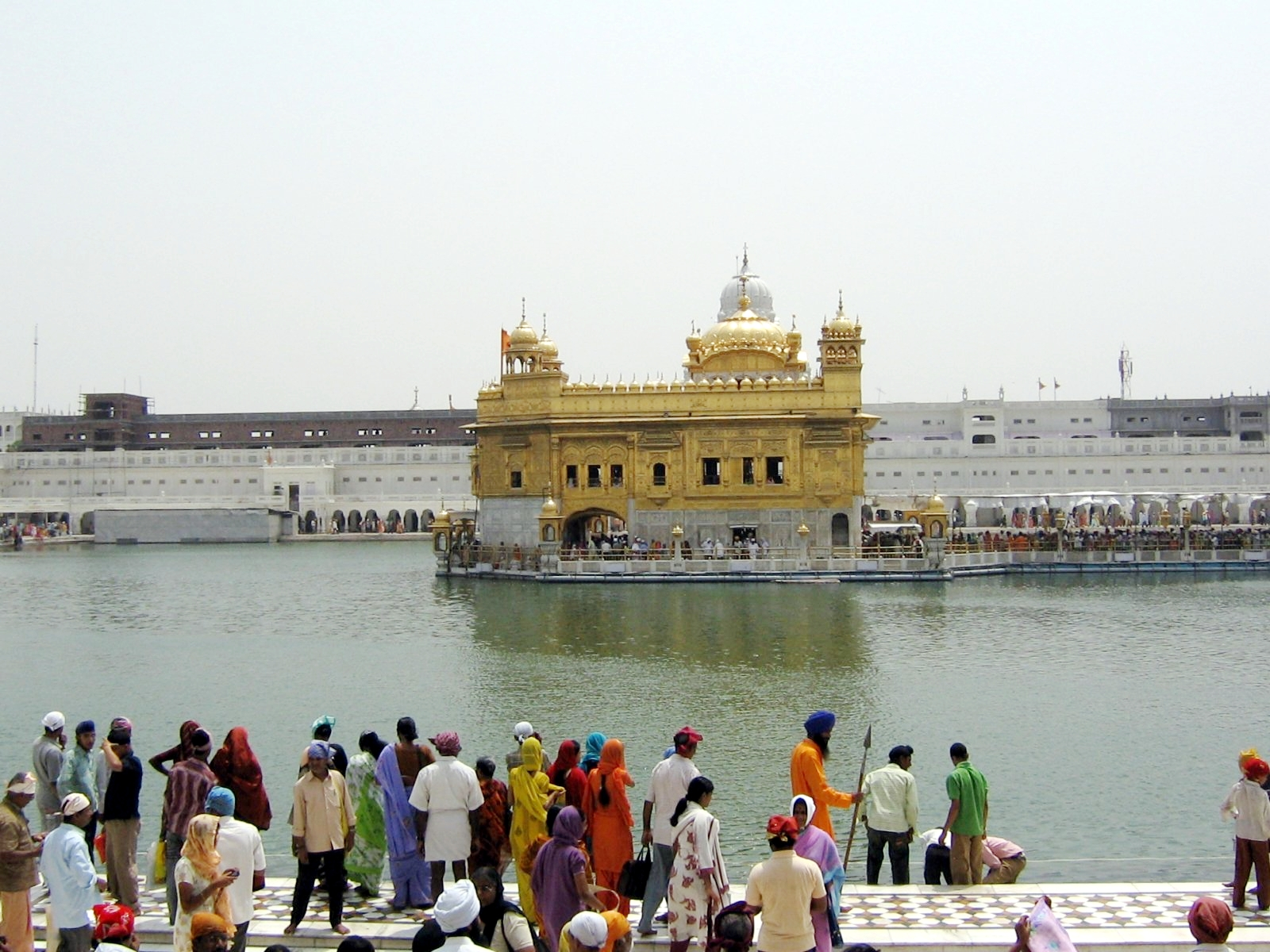
Il Tempio d'Oro visto dall'ingresso principale a nord.
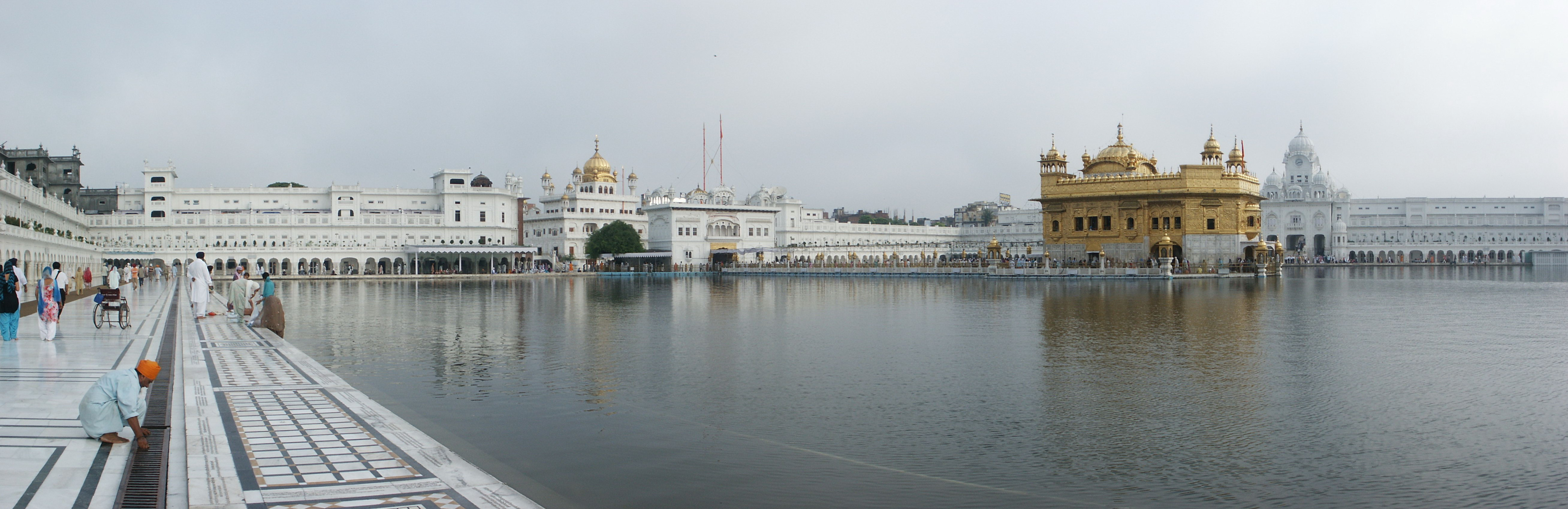
Panorama dell'edificio principale e del Sarovar.
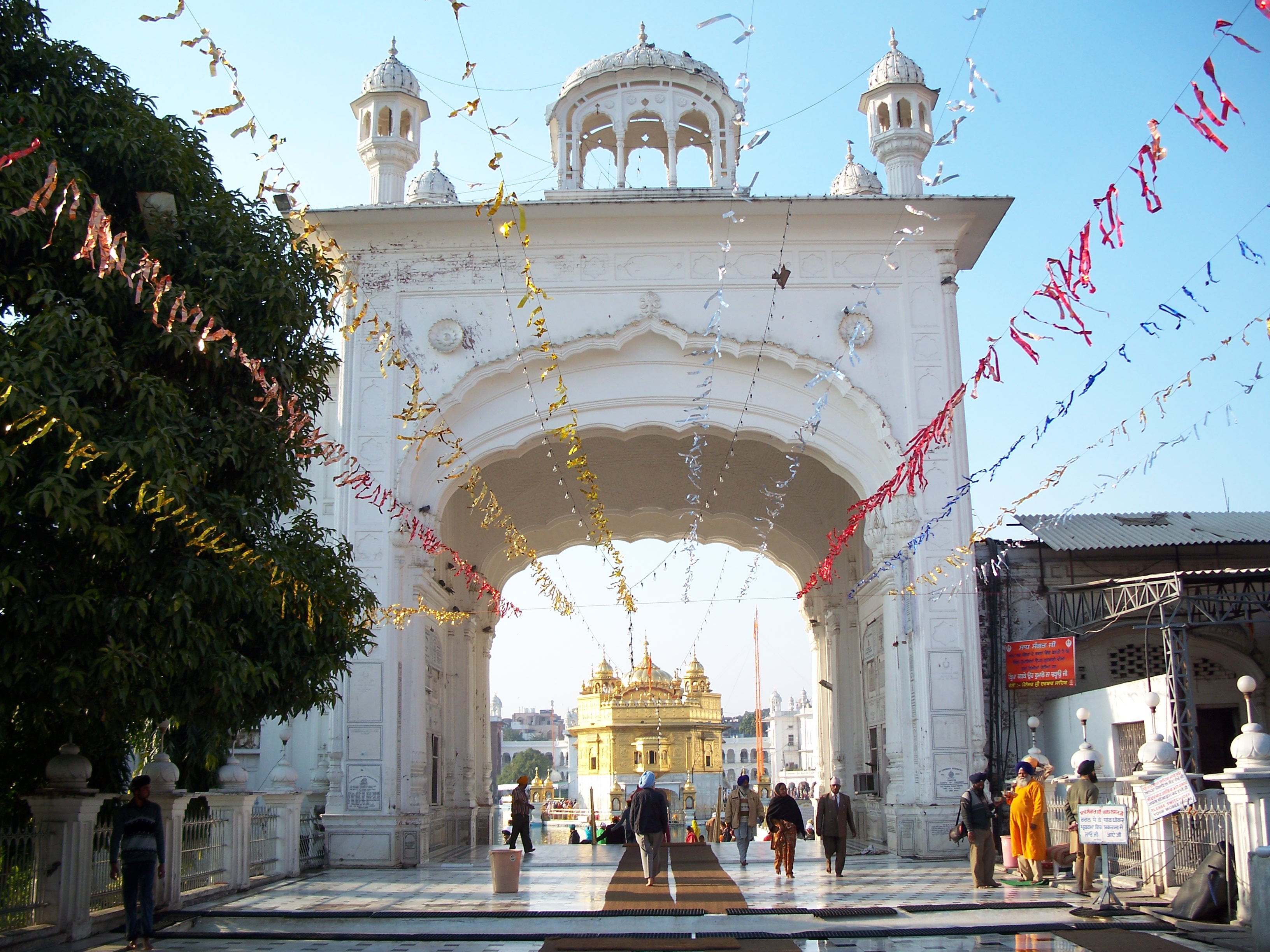
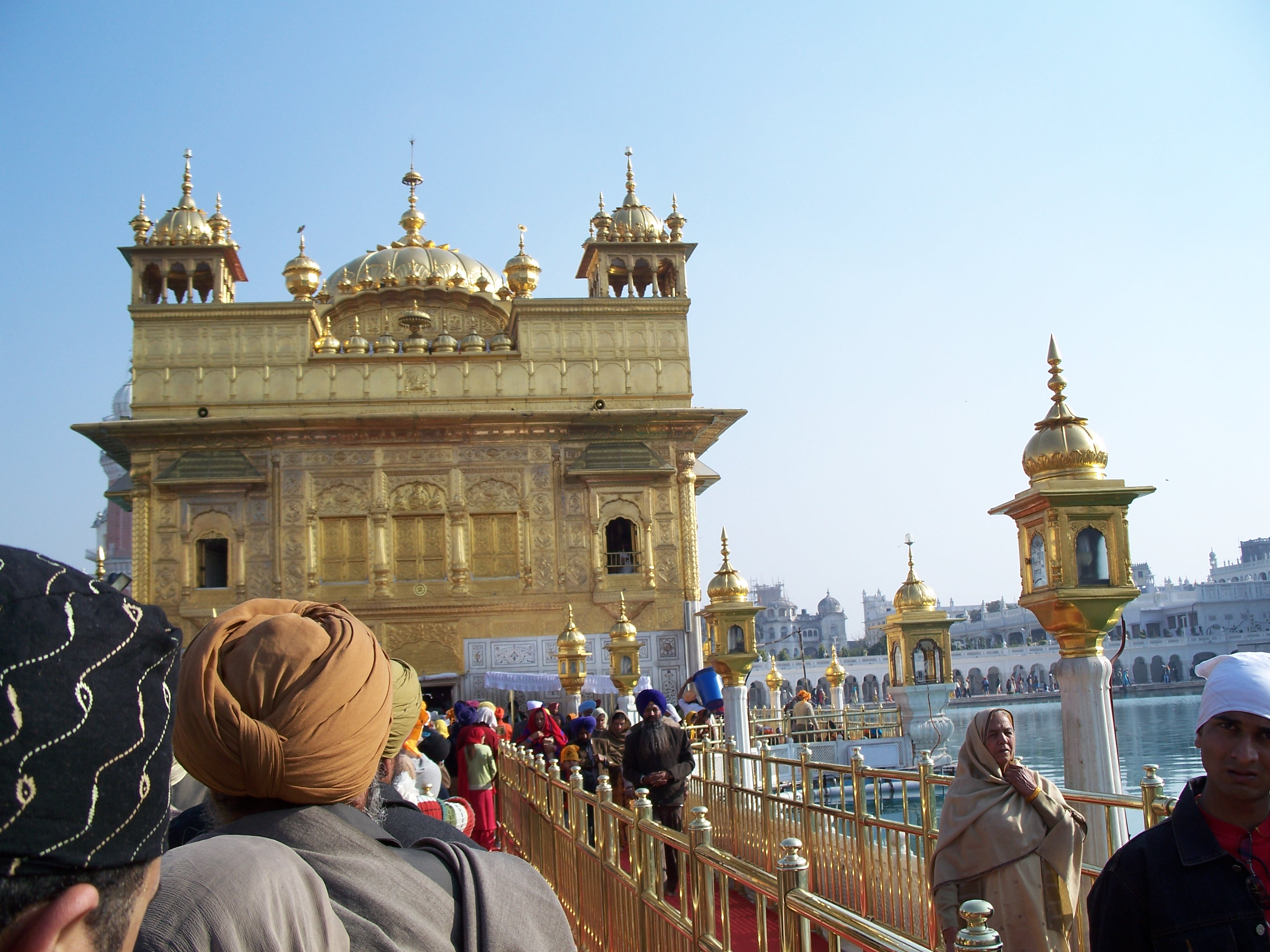
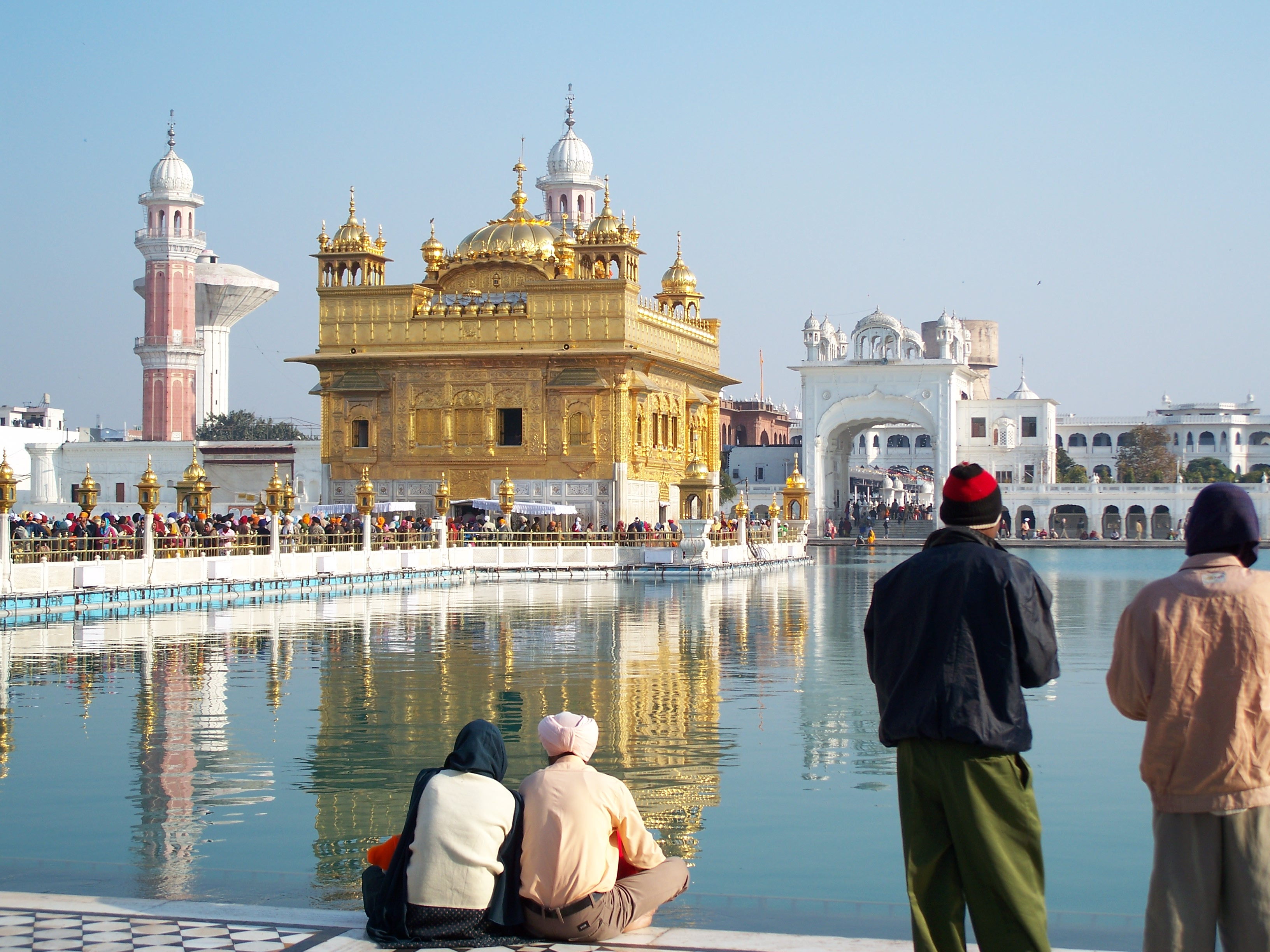
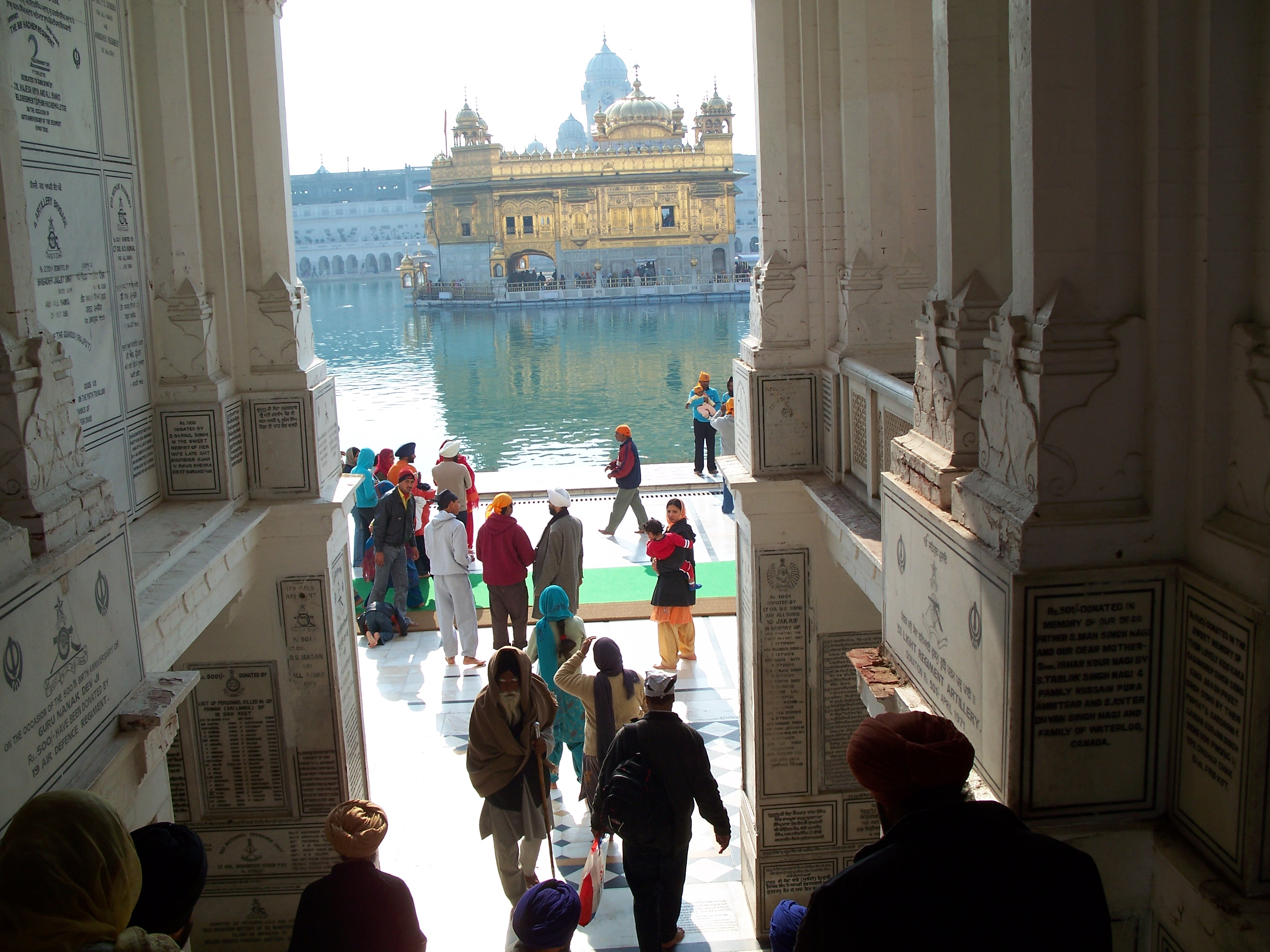
Veduta dall'ingresso al complesso.
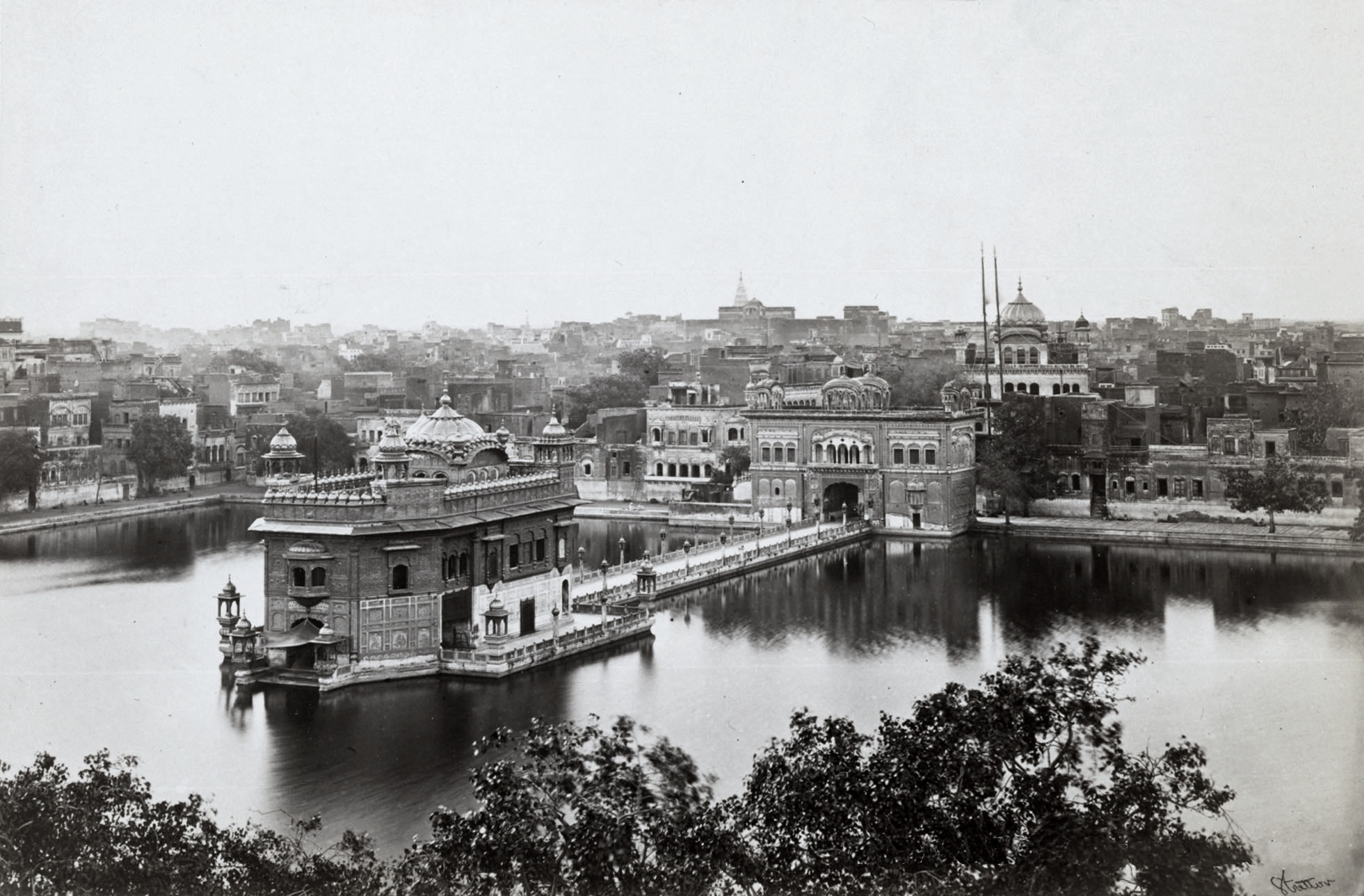
Harmandir, circa 1870.
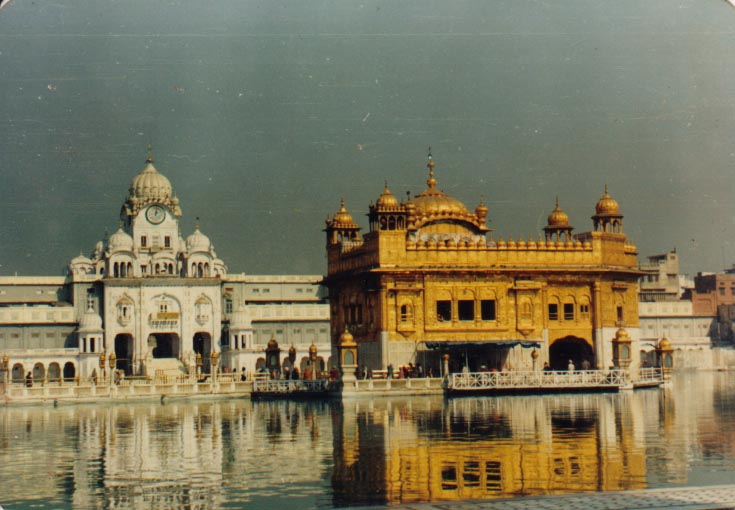
Tempio d'Oro 1987, Amritsar.

## Altri templi sikh (Gurdwara)
- Akal Takht, Amritsar, India
- Panja Sahib, Hasan Abdal, Pakistan
- Bangla Sahib, Delhi, India
- Hazur Sahib, Nanded, India
- Patna Sahib, Patna, India
- Damdama Sahib, Bathinda, India
- Keshgarh Sahib, Anandpur, India